# Foudroyant (Schiff, 1725)
Die Foudroyant war ein 110-Kanonen-Linienschiff (Dreidecker) 1. Ranges der französischen Marine, das von 1725 bis 1742 in Dienst stand.

## Geschichte
Die spätere Foudroyant wurde als Ersatz für das 1692 vom Stapel gelaufene Linienschiff Royal Louis (110 Kanonen) von dem Schiffbauingenieur Laurent Hélie entworfen und unter seiner Bauaufsicht im Januar 1724 im Marinearsenal von Brest auf Kiel gelegt. Der Stapellauf erfolgte im April 1724 und die Indienststellung 1725. Sie war, nach der 1695 in Dienst gestellten Fier (94 Kanonen), das erste Dreidecker-Linienschiff, was für die französische Marine seit 30 Jahren in Dienst gestellt wurde. Sie sah in ihrer Dienstzeit aber keinen Einsatz und verließ daher nie den Hafen von Brest, wo sie am 3. April 1742 der Befehl zu Abbruch erreichte, der zwischen dem 2. Mai 1742 und 1743 durchgeführt wurde. Erst 1762 bzw. 1764 wurden mit der Royal Louis (116 Kanonen) und der Ville de Paris (90 Kanonen) wieder Dreidecker für die französische Marine in Dienst gestellt.

## Technische Beschreibung
Die Foudroyant war als Batterieschiff mit drei durchgehenden Geschützdecks konzipiert und hatte eine Länge von 56,47 Metern (Geschützdeck) bzw. 49,70 Metern (Kiel), eine Breite von 15,27 Metern und einen Tiefgang von 7,42 Metern bei einer Vermessung von 2.400 tons (bm) bzw. Verdrängung von 3.700 Tonnen. Sie war ein Rahsegler mit drei Masten (Fockmast, Großmast und Kreuzmast). Der Rumpf schloss im Heckbereich mit einem Heckspiegel, in den Galerien integriert waren, die in die seitlich angebrachten Seitengalerien mündeten. Die Beplankung war kraweel ausgeführt, das heißt, die Enden der Planken stießen stumpf aufeinander, so dass eine glatte Außenfläche entstand.
Die Bewaffnung bestand aus 110 Kanonen, wobei die vier 6-Pfünder auf dem Poopdeck in Friedenszeiten nicht installiert waren.
|        | Unteres Batteriedeck | Mittleres Batteriedeck | Oberes Batteriedeck | Backdeck      | Achterdeck     | Poopdeck      | Kanonen (Geschossgewicht) |
| ------ | -------------------- | ---------------------- | ------------------- | ------------- | -------------- | ------------- | ------------------------- |
| Design | 30 × 48-Pfünder      | 32 × 18-Pfünder        | 28 × 12-Pfünder     | 6 × 8-Pfünder | 10 × 8-Pfünder | 4 × 6-Pfünder | 110 Kanonen (612,84 kg)   |

## Besatzung
Die Besatzung hatte eine Stärke von 1.000 Mann, die sich im Kriegsfall auf 1.150 Mann erhöhte.

## Bemerkungen
1. ↑  Bei der Berechnung des Gewichtes einer Breitseite kann es zu Unterschieden kommen, da in der damaligen Zeit ein Pfund, je nach Land, unterschiedliche Gewichtswerte hatte. Das französische Livre hatte z. B. ein Gewicht von 489,506 Gramm während das englische Pound ein Gewicht von 453,592 Gramm hatte.